# HNA Group
Pour les articles homonymes, voir HNA.
HNA Group est un conglomérat chinois fondé en 2000 dont le siège se trouve dans le HNA Building à Haikou, dans l'île de Hainan. Le groupe est actif, entre autres, dans l'aviation, l'immobilier, la finance, la logistique et le tourisme. Parmi ses filiales on note la compagnie aérienne Hainan Airlines.

## Histoire
En février 2016, HNA Group acquiert Ingram Micro, un grossiste américain de matériel informatique, pour environ 6 milliards de dollars.
En avril 2016, HNA Group annonce l'acquisition de Carlson, qui comprend les marques Radisson, Park Plaza et Country Inns & Suites (en), avec 1 400 hôtels et 90 000 salariés. Avant cette acquisition HNA Group possédait déjà 500 hôtels.
En avril 2016, HNA Group annonce l'acquisition d'une participation pour 1,5 milliard de dollars de Gategroup, une entreprise suisse de restauration dans le transport aérien. En juillet 2016, il a ainsi acquis 63,6 % du groupe.
En juillet 2016, HNA Group annonce l'acquisition de 80 % du Suisse SR Technics, une entreprise spécialiste de la maintenance d'avion, qui était détenu par le fonds d'investissement d'Abu Dhabi, Mubadala qui en garde 20 %.
En octobre 2016, CIT Group vend ses activités de locations d’aéronefs à Avolon (en), filiale de HNA Group, pour 10 milliards de dollars. Le même mois, HNA Group annonce l'acquisition d'une participation de 25 % dans Hilton Hotels & Resorts à Blackstone Group pour 6,5 milliards de dollars.
En avril 2017, HNA annonce l'acquisition de CWT, une entreprise singapourienne de logistique pour environ 1 milliard de dollars.

### Depuis 2018
À partir de 2018, HNA comme d'autres conglomérats chinois actifs en acquisition à l’étranger tels que Wanda, Anbang et Fosun, est l'objet de pressions du gouvernement chinois, pour que le groupe se désendette et cède certains activités qu'il a acheté à l'étranger. Il cède ainsi en mars 2018 sa participation dans Park Hotel & Resorts pour 1,4 milliard de dollars.
Le 4 juillet 2018, le groupe annonce le décès de son président Wang Jiang, 57 ans, survenu lors d'une « chute accidentelle » lors d'une visite du village de Bonnieux (Vaucluse), en montant sur un parapet pour se faire prendre en photo,.
En août 2018, HNA Group vend une participation de 51 % de Radisson Holdings à un consortium incluant Jinjiang, consortium qui annonce son intention de monter sa participation à 100 % dans Radisson Holdings.
En avril 2019, HNA Group annonce la vente de Gategroup à RRJ Capital pour 2,8 milliards de dollars.
Malgré ces cessions d'actifs, l'endettement total de HNA est évalué à plus de 75 milliards de yuans (9,6 milliards d'euros) lorsque le groupe déclenche une procédure de faillite le 29 janvier 2021.
La compagnie aérienne Hainan Airlines et ses filiales sont cédées le 9 décembre 2021 à Liaoning Fangda Group (en).